# 德哥与皮皮
德哥與皮皮是大貓工作室的動畫作品，講述一間海濱咖啡廳的老闆菲菲飼養的兩隻貓德哥與皮皮因為青梅竹馬歐仔的科學意外變成小貓人的故事，靈感來自製作人王尉修飼養的兩隻家貓。於2019年7月14日在公視主頻播出。
適逢五月天第一張創作專輯20週年，大貓工作室與相信音樂合作，以重新編曲的五月天經典歌曲《瘋狂世界》為德哥與皮皮片尾曲，亦是五月天首度與動畫團隊合作。